# Ignacio Calderón
Ignacio Francisco „Cuate” Calderón González (ur. 13 grudnia 1943 w Guadalajarze) – meksykański piłkarz występujący na pozycji bramkarza. 
Profesjonalnym piłkarzem był również jego brat bliźniak Carlos Calderón.

## Kariera klubowa
Calderón rozpoczynał swoją karierę piłkarską jako piętnastolatek w swoim rodzinnym mieście, w drużynach juniorskich klubu Chivas de Guadalajara. Początkowo grę w piłkę łączył ze studiami stomatologicznymi na uczelni Universidad de Guadalajara. Do seniorskiego zespołu został włączony jako osiemnastolatek; według popularnego przekazu zadebiutował w nim w spotkaniu krajowego pucharu z Atlasem, kiedy to pełnił rolę trzeciego bramkarza i został wezwany do gry, gdy siedział na trybunach, lecz oficjalnie swój pierwszy mecz rozegrał 4 kwietnia 1962 w zremisowanej 2:2 konfrontacji z Tampico. W Chivas z biegiem czasu wywalczył sobie miejsce w wyjściowym składzie, zostając następcą legendarnego golkipera Jaime Gómeza, który naznaczył go na swojego sukcesora między słupkami ekipy. Barwy klubu reprezentował przez dwanaście lat, przez niemal cały ten czas występując w nim razem ze swoim bratem bliźniakiem Carlosem, skąd jego przydomek „Cuate” („Bliźniak”).
Calderón osiągnął również z Chivas wiele sukcesów, głównie na szczeblu krajowym, zostając idolem miejscowych kibiców i legendą klubu. Trzykrotnie, w sezonach 1963/1964, 1964/1965 i 1969/1970, zdobywał z nim tytuł mistrza Meksyku, dwukrotnie osiągał wicemistrzostwo kraju (rozgrywki 1962/1963, 1968/1969 i Mexico '70), dwa razy triumfował też w krajowym pucharze – Copa México (sezony 1962/1963, 1969/1970), zaś w rozgrywkach 1966/1967 dotarł do finału tego turnieju, w latach 1964, 1965 i 1970 zdobywał superpuchar Meksyku – Campeón de Campeones, a drugie miejsce w tych rozgrywkach zajął w 1963 roku. Wówczas także doszedł ze swoją ekipą do finału najbardziej prestiżowych rozgrywek północnoamerykańskiego kontynentu, Pucharu Mistrzów CONCACAF. W 1972 roku był bliski zakończenia kariery ze względu na poważny uraz kolana, lecz szybka rehabilitacja pozwoliła mu wrócić ostatecznie do gry.
Calderón odszedł z Chivas w 1974 roku, po konflikcie z władzami klubu. Wówczas, z pensją w wysokości 18 tysięcy meksykańskich pesos będąc już najlepiej zarabiającym piłkarzem w drużynie, zażądał powiększenia swoich zarobków o niemal drugie tyle, czego nie był w stanie spełnić prezydent ekipy Jaime Ruiz Llaguno. Wobec tego zawodnik za namową rektora Rafaela Garcíi de Quevedo przeszedł do beniaminka najwyższej klasy rozgrywkowej, Club Universidad de Guadalajara – zespołu będącego zarządzanego przez jego uczelnię. Klub ten wyłożył na jego transfer niebotyczną wówczas sumę trzech milionów pesos, co było w tamtych czasach rekordem w meksykańskim futbolu (za kupno innych reprezentantów kraju płaciło się przeważnie około 600 tysięcy pesos). W ekipie Universidadu od razu został kluczowym punktem swojej drużyny, występując w niej przez kolejne pięć lat. Za czasów jego pobytu w tym klubie zespół odniósł pierwsze sukcesy w swojej historii; w sezonach 1975/1976 i 1976/1977 wywalczył tytuł wicemistrza Meksyku, podczas rozgrywek 1974/1975 doszedł do finału Copa México, natomiast w 1978 roku triumfował w Pucharze Mistrzów CONCACAF. Ponadto w rozgrywkach 1975/1976 Calderón został wybrany najlepszym bramkarzem ligi meksykańskiej. Jest uznawany za jedną z największych legend klubu. Profesjonalną karierę zakończył w wieku 37 lat jako gracz innego zespołu z Guadalajary, Club Atlas, będącego wówczas beniaminkiem pierwszej ligi.
Opisywany jako kontrowersyjny i obdarzony wielką charyzmą golkiper, został umiejscowiony przez IFFHS na dziewiątym miejscu w rankingu najlepszych bramkarzy stulecia w Ameryce Północnej.

## Kariera reprezentacyjna
W 1964 roku Calderón został powołany przez szkoleniowca Ignacio Trellesa do rezerwowej reprezentacji Meksyku na Igrzyska Olimpijskie w Tokio. Tam pełnił rolę podstawowego bramkarza swojej drużyny i rozegrał w niej wszystkie trzy spotkania, przepuszczając sześć bramek. Meksykańska kadra zanotowała wówczas remis i dwie porażki, wobec czego odpadła z męskiego turnieju piłkarskiego już w fazie grupowej, w której zajęła trzecie, niepremiowane awansem miejsce.
W 1965 roku Calderón znalazł się w ogłoszonym przez Trellesa składzie na Mistrzostwa CONCACAF, podczas których 28 marca w wygranym 2:0 meczu z Salwadorem zadebiutował w reprezentacji Meksyku. Na tym turnieju wystąpił jeszcze czterokrotnie, zaś jego kadra narodowa nie poniosła w nich żadnej porażki i zwyciężyła ostatecznie w rozgrywkach. Od razu wywalczył sobie pewne miejsce między słupkami reprezentacji, zastępując w niej legendarnego Antonio Carbajala. W 1966 roku, po uprzedniej grze w eliminacjach, został powołany na Mistrzostwa Świata w Anglii. Tam pełnił rolę podstawowego bramkarza Meksykanów i rozegrał dwa z trzech spotkań; z Francją (1:1) i Anglią (0:2). W trzecim meczu z Urugwajem (0:0) nie wystąpił, gdyż swoje ostatnie, pożegnalne spotkanie w reprezentacji rozgrywał Carbajal. Meksykanie zajęli wówczas trzecie miejsce w grupie i nie awansowali do fazy pucharowej mundialu.
W 1970 roku Calderón został powołany przez trenera Raúla Cárdenasa na Mistrzostwa Świata w Meksyku. Tam również był podstawowym bramkarzem swojej reprezentacji, rozgrywając cztery mecze – w fazie grupowej z ZSRR (0:0), Salwadorem (4:0), Belgią (1:0) oraz w ćwierćfinale z Włochami (1:4). W trzech z nich zachował czyste konto, dzięki czemu ustanowił rekord 310 minut bez wpuszczonego gola w rozgrywkach mistrzostw świata. Meksykanie, pełniący wówczas rolę gospodarzy, po raz pierwszy w historii zdołali wyjść z grupy, w której zajęli drugie miejsce, lecz odpadli z mundialu zaraz potem, w ćwierćfinale. Pierwszym golkiperem reprezentacji miał być również cztery lata później na Mistrzostwach Świata w Niemczech, jednak meksykańska reprezentacja kosztem Haiti nie zakwalifikowała się na tamten mundial. Ogółem swój bilans reprezentacyjny Calderón zamknął na 58 rozegranych spotkaniach.